# 肉體性追緝
《肉體性追緝》（英語：The Book of Revelation）是2006年的澳大利亞藝術電影，安娜·庫金諾斯執導，湯姆·隆恩、格蕾塔·斯卡基、科林·弗瑞爾斯和安娜·托芙主演。故事描述男舞者丹尼爾遭到綁架和性侵的過程。

## 劇情大綱
澳大利亞的舞者丹尼爾（湯姆·隆恩飾）在一條暗巷內被三名蒙面女性徒下藥迷昏，綁架到廢棄倉庫中，為期12天。三位女子對他進行強暴和性虐待，藉此滿足自己的身心慾望，之後三人將丹尼爾蒙面，並丟到荒郊野外。
精神受創的丹尼爾沒有立刻向警局報案，也沒有向家人、朋友或同事透露自己的遭遇，之後他失去了跳舞的能力，並在回歸日常生活時遭遇困難。他開始尋找犯人，因此和每個他認為長得像犯人的女性約會，透過她們身上的刺青或特徵來辨認犯人，但這使他自己也犯了法。電影結局的畫面是丹尼爾倒在一名警察的懷裡嚎啕大哭。

## 演員
- 湯姆·隆恩（英语：Tom Long (actor)）
- 格蕾塔·斯卡基
- 科林·弗瑞爾斯（英语：Colin Friels）
- 安娜·托芙
- 黛博拉·梅爾曼（英语：Deborah Mailman）
- 娜汀·迦納（英语：Nadine Garner）
- Zoe Coyle
- 佐伊·奈勒（英语：Zoe Naylor）
- Odette Joannidis

## 生產
電影的拍攝為期七週，在2005年3月至4月間進行，然而主角湯姆·隆恩在片場摔斷腳踝，因此原定於最後一週的拍攝被延後了四個月。原著小說將故事背景設定於阿姆斯特丹，導演安娜·庫金諾斯將其改至墨爾本市中心，劇組總共在42處取景，包括高度發展的墨爾本市中心和相對落後的城市景觀，這樣的對比呈現出丹尼爾遭受綁架和性侵後的差異，用來表示他的內心創傷，並使用黑畫面作為切換城市景觀時的間隔，以強調丹尼爾受創後的情感孤立。
舞蹈在這部電影裡佔有重要的成分，因此湯姆·隆恩之所以能雀屏中選，也不僅是因為他的演技，而是和他的舞蹈能力有關。同樣的，格蕾塔·斯卡基也是憑著舞蹈能力而獲得劇中伊莎貝爾的角色。片中的舞蹈由編舞家梅麗爾·坦卡德創作，她起初擔心湯姆·隆恩和安娜·托芙可能無法演繹出自己編排的舞蹈，但在她帶著兩人訓練了三個月後便稍微放心了一些。

## 迴響

### 評價
自此電影推出以來，眾多學者和影評都提出了評論與分析。學者Claire Henry認為倘若電影能降低對遭受性侵後創傷的描繪，並且更明確地呈現出色情驚悚片的樣貌，那應該會更成功。影評人馬克·費雪在Sight & Sound發表評論，指出這部作品的控制邏輯被扭曲了，因為它顛覆了性侵復仇類型戲劇的標籤，舉例而言，無法判斷究竟是女性幻想貶低男性，還是男性幻想被羞辱。影評人亞歷山德拉·海勒-尼古拉斯（Alexandra Heller-Nicholas）指出，庫金諾斯雖然試圖顛覆性侵復仇這一類型，但「因為電影誇大的結構和自鳴得意的氣氛」使得她無法在讓「性別、性侵和復仇的機制在電影中交會」。芬希那·霍普古德（Fincina Hopgood）給予這部電影負面評價，評論指出角色和觀眾之間缺乏連結，在丹尼爾被性侵前，觀眾還沒有足夠的時間認識這個角色，而且對女性角色的關注會使人很難在焦點集中在丹尼爾身上時對他感到同情。此外霍普古德認為丹尼爾無法以言語表達感受，意味著觀眾必須透過他的肢體語言來了解，這使得電影整體傳遞的訊息量又大打折扣。拉塞爾·愛德華茲（Russell Edwards）在評論中指出，湯姆·隆恩在電影開場時缺乏活力，讓人難以理解這個角色的角色發展。而他也指出塞薩里·斯庫比斯夫斯基的配樂和梅麗爾·坦卡德的編舞相得益彰，營造出了真實的場景和淒美的氣氛。影評人保羅·博恩斯（Paul Byrnes）讚許庫金諾斯願意探索這個具爭議性的主題，並以比以前的澳洲導演更具對抗性的方式來描繪性侵報復。

### 獎項
《肉體性追緝》在2006年獲得澳大利亞影視藝術學院的最佳改編劇本、最佳配樂和最佳服裝設計提名；該片還獲得澳大利亞影評人協會的最佳配樂獎，並被提名四個獎項。

## 外部連結
- 互联网电影数据库（IMDb）上《The Book of Revelation》的资料（英文）
- AllMovie上《The Book of Revelation》的资料（英文）
- The Book of Revelation at the National Film and Sound Archive[]